# Висока технологија
Висока технологија или хај-тек (од енгл. ), позната и као напредна технологија или егзотехнологија, јесте технологија која је врхунска технологија: технологија на највећем степену развоја. Може се дефинисати или као најкомплекснија или као најновија технологија на тржишту. Супротност високој технологији је ниска технологија, која означава једноставну, често традиционалну или механичку технологију; на пример, логаритмар је нискотехнолошки уређај за израчунавање. Када висока технологија застари, она постаје ниска технологија, на пример електроника вакуумских цеви.
Фразу је 1958. године употребио Њујорк тајмс у причи у којој се заговарала „атомска енергија” за Европу „... Западна Европа, уз своју густу популацију и високу технологију...” Роберт Мец користио је термин у финансијском стубцу 1969. године: „Артур Х. Колинс с Колинс радија контролише низ патената високе технологије на разним пољима.”; године 1971, његов чланак је садржавао скраћену форму „хај-тек”.
OECD пружа широко коришћену класификацију високотехнолошких производних индустрија. Заснована је на интензитету истраживања и развојних активности коришћених у овим индустријама у опсегу држава OECD-а, а резултат су четири дистинктне категорије.
Стартапи који раде на високим технологијама (или развијају нове високе технологије) понекад се називају дип тек (од енгл.  — досл. „дубока технологија”).
Висока технологија, за разлику од хај-тач, може се односити на искуства самопослуживања која не захтевају људску интеракцију.